# Paul Billong
Paul Billong, né le 9 octobre 2001 à La Roche-sur-Yon, est un joueur français de basket-ball. Il évolue au poste de meneur au Union Rennes Basket 35.

## Biographie
Après une pré-formation au CSP Limoges, il rejoint le club de Boulazac en 2016-2017 à l'âge de 15 ans. De 2017 à 2021, il joue dans un premier temps avec le centre de formation et à partir de la saison 2019-2020 il est régulièrement appelé avec l'équipe première tout en évoluant avec l'équipe Espoir.

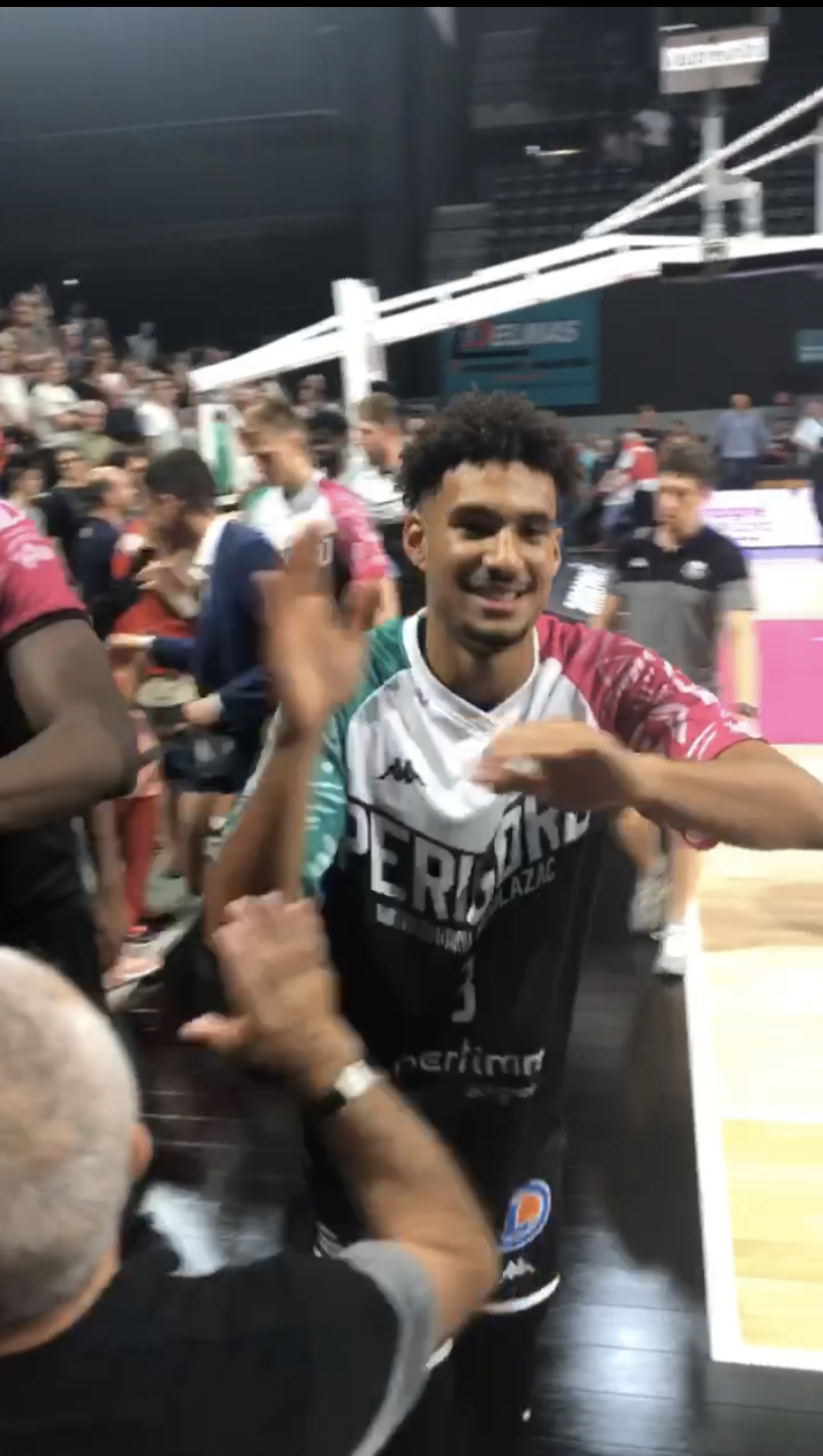
Paul Billong sous les couleurs de Boulazac

Le 27 juillet 2021, il signe son premier contrat professionnel avec le club périgourdin.
L'année suivante, il prolonge à nouveau son contrat et sera le back-up du meneur titulaire Nic Moore.

En Juillet 2024, il rejoint l’Union Rennes Basket 35.

## Palmarès
En Club
- Finaliste Leaders Cup Pro B 2023.
Sélection nationale
- Médaille d'or à la Nations League avec l'équipe de France U23 3x3.
Distinctions personelles

-Élu MVP de la Nations league Final 2023 à Ulanabaata U23.